# 約安·孟卡達
約安·曼努埃尔·孟卡達·奥利韦拉（西班牙語：Yoán Manuel Moncada Olivera；1995年5月27日—），為美國職棒大聯盟的二壘手，目前效力於洛杉磯天使，他先前曾效力於紅襪與白襪兩隊，2017年因為克里斯·塞爾交易案而被交易至白襪。

## 職業生涯

### 波士頓紅襪
2016年9月2日，孟卡達升上大聯盟。大聯盟首打席就選到保送，並成功得到生涯第一分。並於隔日擊出生涯首安。他整季打擊率2成11，1打點。

### 芝加哥白襪
2016年12月6日，紅襪將孟卡達、Michael Kopech、Luis Alexander Basabe和Victor Diaz交易至白襪，換來白襪超級球星克里斯·塞爾。
2017年開季，孟卡達先待在3A。7月19日，陣中內野手陶德·弗雷澤被交易至洋基隊，孟卡達因而升上大聯盟。在白襪的首打席一樣選到保送。
2017年7月26日，面對小熊隊強投傑克·艾瑞亞特，孟卡達擊出生涯首轟。8月25日，因小腿脛部疼痛而進入10天傷兵名單。2017年他出賽54場，打擊率2成31，8轟22分打點。
2018年球季，他出賽149場，打擊率2成35，17轟61分打點。但是吞下全聯盟最高的217次三振。他的防守率也是大聯盟最低，僅.963。
2019年，孟卡達的打擊率為3成15，排名美聯第三高。另外他也敲出25轟與79分打點。
2020年，孟卡達繳出2成25的打擊率，並敲出6轟與24分打點。隔年他繳出2成63的打擊率，並敲出14轟與61分打點。
2022年，孟卡達因為斜肌拉傷錯過開季。該年他的打擊率為2成12，並敲出12轟與51分打點。隔年他的打擊率為2成60，並敲出11轟與40分打點。
2024年4月10日，孟卡達在跑壘途中內收肌拉傷，最終他只留下12場出賽的記錄。球季結束後，他成為自由球員。

### 洛杉磯天使
2025年2月16日，孟卡達與天使簽下一年500萬美元的合約。

## 國際賽經歷
孟卡達在國際賽事代表古巴出賽。他參加2024年世界棒球12強賽。

## 外部連結
- 球員資訊和成績在MLB ，ESPN ，Retrosheet ，Baseball Reference ，Baseball Reference (Minors) ，Fangraphs ，The Baseball Cube （英文）